# Osloer Börse

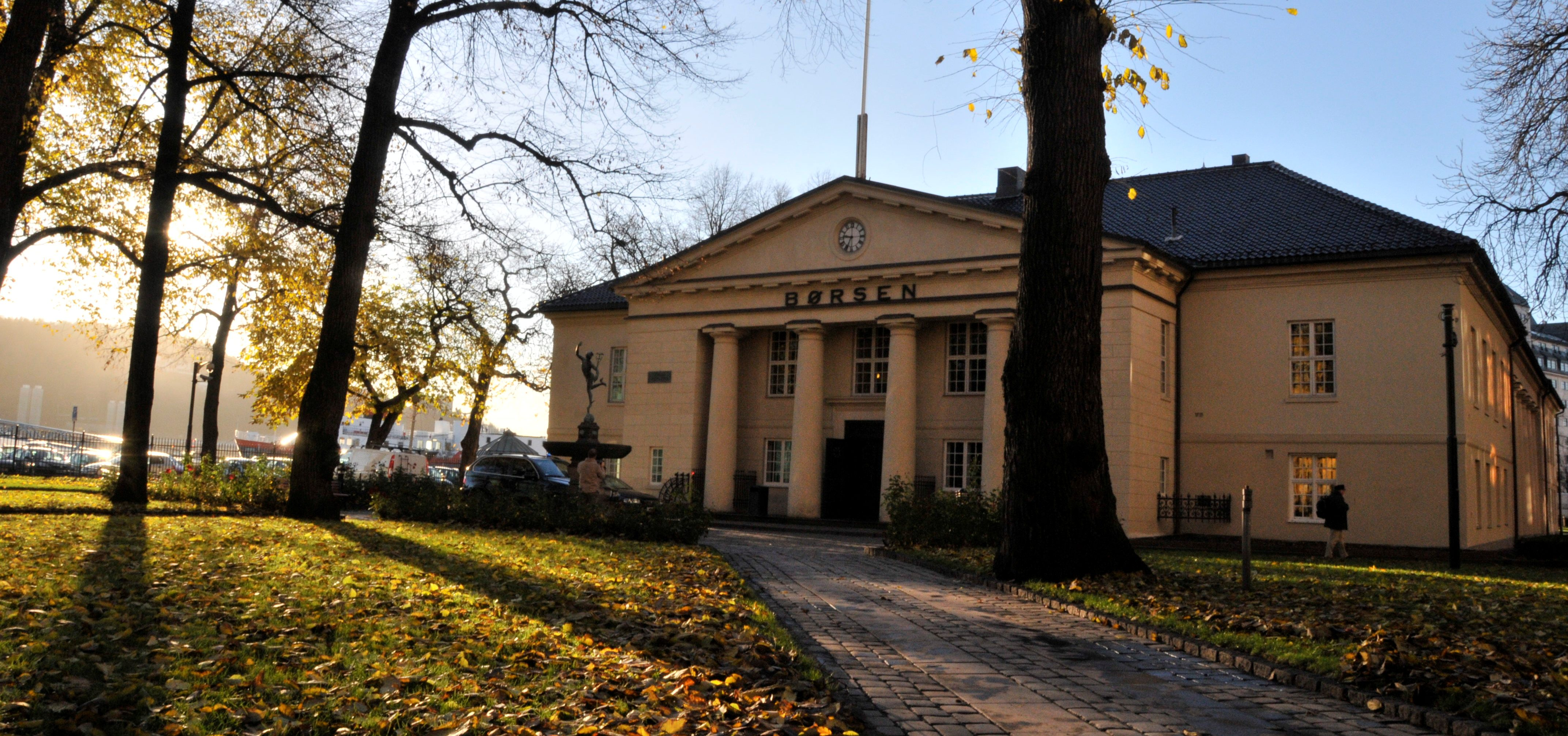
Osloer Börse

Die Osloer Börse (norwegisch Oslo Børs) ist die Wertpapierbörse von Norwegen mit Sitz in der norwegischen Hauptstadt Oslo.

## Geschichte
Die Börse wurde 1819 im damaligen Christiania gegründet und war zunächst lediglich ein Treffpunkt für den Handel von Schiffen, Schiffsanteilen, ausländischen Währungen und anderen Gütern. 1881 begann der Handel von Wertpapieren, 1988 erfolgte eine Erweiterung um elektronischen Handel und seit 1999 ist die Börse eine reine Computerbörse.
2001 wurde die Oslo Børs in eine börsennotierte Aktiengesellschaft umgewandelt. Der Finanzdienstleister DnB NOR besaß 18 % der Anteile, der Rest befand sich in Streubesitz.
Im Juni 2019 schloss sich die Osloer Börse dem Börsenverbund Euronext an.

## Indizes
Der OBX Index ist der wichtigste Aktienindex an der Börse.

## Mitgliedschaften
Die Börse ist Mitglied in:
- World Federation of Exchanges[1]
- Sustainable Stock Exchanges Initiative